# 박범집
박범집(朴範集, 일본식 이름: 東林益範  하루바야시 마스노리 , 1917년 9월 7일 ~ 1950년 11월 12일)은 일제강점기와 대한민국의 군인이다.

## 학력
- 함경남도 함흥고등보통학교 졸업
- 일본 육군사관학교 졸업
- 일본 육군항공학교 졸업
- 대한민국 육군사관학교 2기
- 조선경비보병학교 졸업
- 통위부 보병학교 졸업
- 대한민국 국방부 보병학교 졸업
- 대한민국 육군보병학교 졸업
- 대한민국 국방부 제병협동본부 보병학교 졸업

## 생애
함경남도 신흥군 출신이다. 1936년에 함흥의 함흥고등보통학교를 졸업하고 일본육군사관학교에 진학했다. 일본육사를 제52기로 졸업한 뒤 다시 일본 육군항공사관학교에 진학했다.
항공사관학교를 졸업하고 일본군 항공대 소좌로 근무하던 중 일본이 태평양 전쟁에서 패망했다. 박범집은 고향인 신흥군으로 돌아갔다가, 1945년 11월 미군정 지역으로 월남했다.
1948년 4월에 조선경비대 보병학교에 입학하였고, 졸업한 뒤 대한민국 국군의 항공부대 창설을 최용덕, 김정렬 등과 함께 주도하였다. 항공부대가 육군에 속해있을 때 육군본부 항공국장을 역임하였으며, 공군이 따로 독립되자 대령으로 초대 공군참모부장에 임명되었다.
한국 전쟁 중인 1950년 11월 12일에 전투기를 타고 정찰비행을 하다가 함흥 상공에서 격추당해 추락해 전사했다. 당시 박범집은 당시 공군 준장으로 막 진급한 상태였다.
전사한 후 공군 소장으로 추서되고 을지무공훈장 등이 수여되었다. 묘지는 국립서울현충원 장군묘역에 있다.
2008년 민족문제연구소가 발표한 친일인명사전 수록예정자 명단 중 군장교 부문에 선정되었다.

## 같이 보기
- 일본육군사관학교
- 대한민국 공군

## 참고자료
- 박범집(朴範集) - 한국학중앙연구원